# Алатив
Алативът е падеж, обозначаващ обект, върху който се извършва действието, или крайната точка на движение.

## Фински език
Алитивът (Allatiivi) във финския език обозначава посока, движение към повърхността или просто на някъде.
- Laita kuva seinälle. Закачи картината на стената.
- Lähdetään retkelle. Хайде на разходка (пикник).
- Jätin kirjan pöydälle Оставих книгата на масата.

Използва се като непряко допълнение.
- Anna minulle kirja. --- Дай ми книгата.
- Poika antoi äidilleen pallon. --- Момчето даде топката на майка си.

Обозначава също смисъл, причина за нещо (обикновено което ще се случи в бъдеще). Превежда се за, заради.
- Juodaan rakkaudelle. Да пием за любовта.

Използва се и във фразеологични изрази.
Hän on ruvenut varastelemaan. Sille tielle kun lähtee ei ole paluuta takaisin. -- Той е започнал да краде. Започне ли веднъж по този път, няма връщане назад.
Склонение на местоименията
- minä, minulle
- sinä, sinulle
- hän, hänelle
- me, meille
- te, teille
- he, heille

- tämä, tälle -- (за това, на това, към това)
- se, sille -- (за него разг.)
- tuo, tuolle -- онзи, ей там, за него (разг.)
- nuo, nuolle
- nämä, näille